# Verfassung der Republik Kroatien

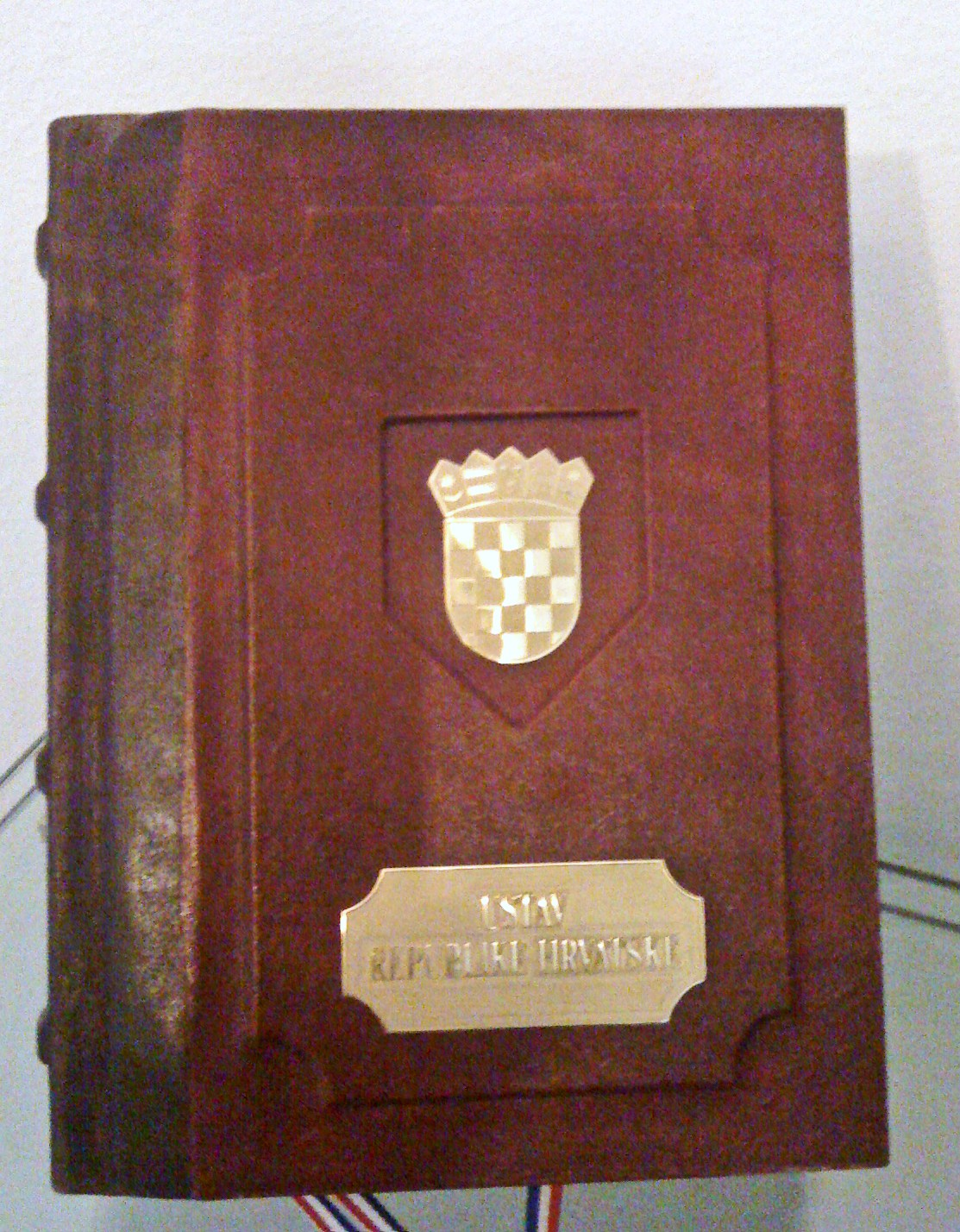
Die Erstausgabe der Verfassung der Republik Kroatien von 1990. Sie wird in der Großen Halle des Palastes des Verfassungsgerichtes der Republik Kroatien aufbewahrt und für die Vereidigung des Staatspräsidenten genutzt.

Die Verfassung der Republik Kroatien (kroatisch Ustav Republike Hrvatske) wurde am 22. Dezember 1990 vom kroatischen Parlament beschlossen und verkündet. Die Urfassung wird daher als „Weihnachtsverfassung“ (Božićni Ustav) bezeichnet. Die Verfassung der Republik Kroatien ist Grundlage des politischen Systems Kroatiens und bestimmt die Kompetenzen des Verfassungsgerichtes.

## Geschichte

### Entstehung
Die Verfassung von 1990 löste die Verfassung der Sozialistischen Republik Kroatien von 1947 ab, welche diese als Teilrepublik der Sozialistischen Föderativen Republik Jugoslawien erhalten hatte. Die Republik Kroatien legte mit der neuen Verfassung die Bezeichnung „Sozialistisch“ ab und alle Merkmale einer staatlichen Unabhängigkeit fest. Die Verfassung schuf damit die rechtlichen Grundlagen für das Unabhängigkeitsreferendum und die anschließende Unabhängigkeitserklärung Kroatiens im Jahr 1991. Vorausgegangen war die Parlamentswahl in Kroatien 1990, die erste freie demokratische Mehrparteienwahl, nach der Franjo Tuđman (1922–1999; HDZ) zum Präsident der Republik Kroatien gewählt wurde. Die Verfassung stärkte die Machtposition des Staatspräsidenten, indem sie ein semipräsidentielles Regierungssystem festschrieb.

### Verfassungsänderungen
Die Verfassung wurde in den Jahren 1997, 2000 und 2001 geändert. Nach Tuđmans Tod und dem Wahlsieg der politischen Opposition wurde mit den Verfassungsreformen der Jahre 2000 und 2001 ein parlamentarisches Regierungssystem eingeführt und so die Macht zugunsten der Regierung Kroatiens und des Parlaments verlagert. Daneben wurde die zweite Kammer des Parlaments als Vertretung der Gespanschaften (Regionen) abgeschafft und so von einem Zweikammersystem auf ein Einkammersystem umgestellt.